# Organisation Conjointe de Coopération en Matière d’Armement

OCCAR Logo 2014

Die OCCAR (Organisation Conjointe de Coopération en Matière d’Armement; deutsch Gemeinsame Organisation für Rüstungskooperation) ist eine internationale Organisation, die zum Management von gemeinsamen Rüstungsvorhaben gegründet wurde. Der Hauptsitz befindet sich in Bonn. Es werden weitere Büros in Paris, Madrid, Sevilla, Hallbergmoos (bei München), Rom, La Spezia und Castellammare di Stabia unterhalten. Zurzeit beschäftigt die OCCAR etwa 430 Mitarbeiter (2025). OCCAR-EA Direktor ist seit dem 1. Februar 2023 Joachim Sucker (Deutschland).

## Geschichte

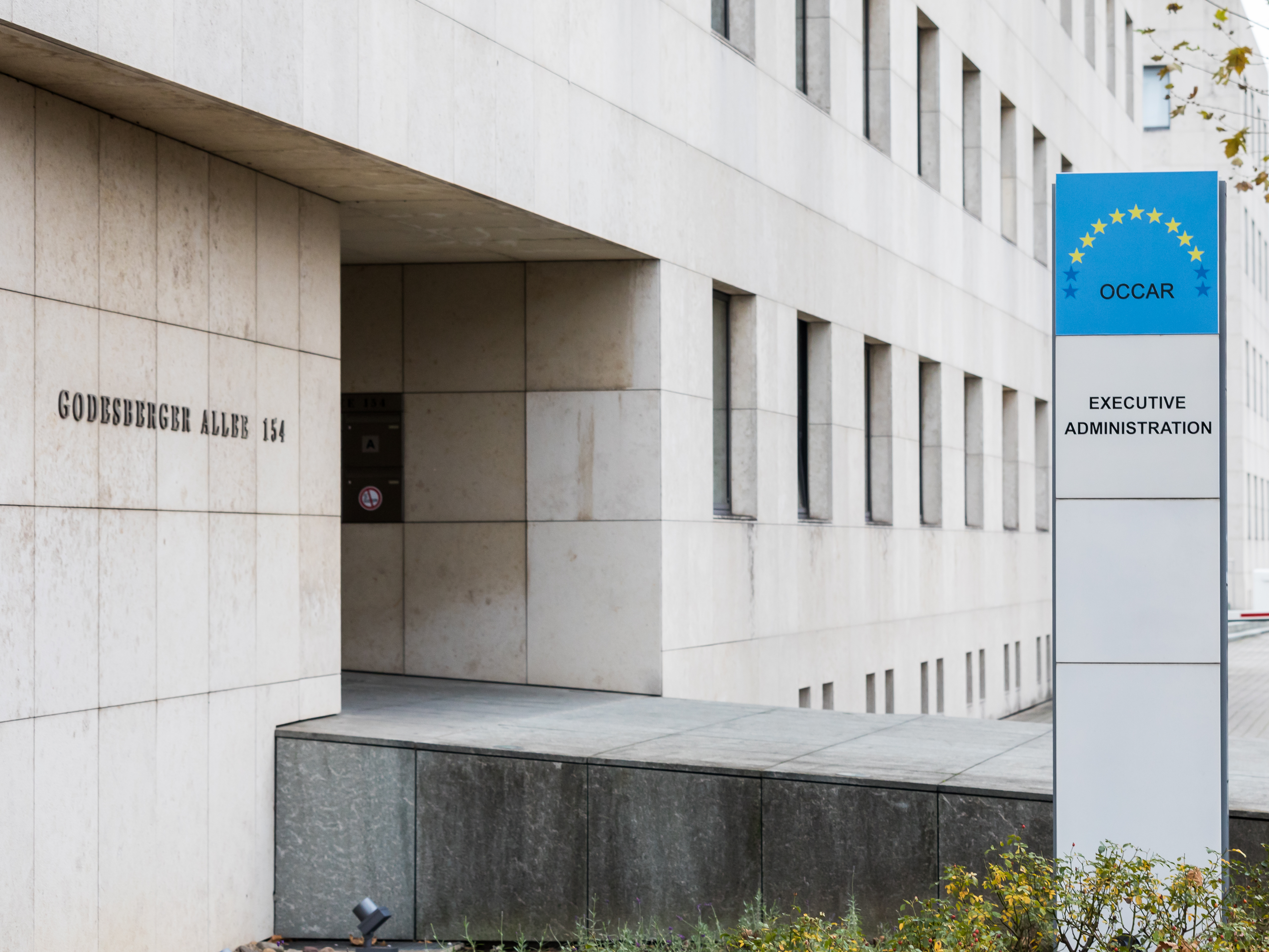
Sitz der Organisation in Bonn

OCCAR wurde am 12. November 1996 durch eine Vereinbarung der Verteidigungsminister Italiens, Frankreichs, Deutschlands und des Vereinigten Königreichs gegründet. Belgien und Spanien traten 2003 beziehungsweise 2005 bei.
Durch Ratifizierung des OCCAR-Übereinkommen („Convention“) durch alle Mitgliedstaaten am 28. Januar 2001 erlangte die OCCAR eigene Rechtspersönlichkeit.

## Regelwerk
Andere europäische Staaten können der OCCAR beitreten, wenn sie mindestens an einem OCCAR-Programm substanziell beteiligt sind und die OCCAR Convention ratifizieren.
Staaten haben auch die Möglichkeit, an einem Programm teilzunehmen, ohne Mitgliedstaat der OCCAR zu sein. Aktuell nehmen Australien, die Niederlande, die Türkei, Schweden, Finnland, Polen, Litauen und Luxemburg an verschiedenen Programmen teil.
Das Board of Supervisors („BoS“/Aufsichtsrat) ist das höchste Entscheidungsorgan der OCCAR als Gesamtorganisation und wird durch die Verteidigungsministerien der Mitgliedstaaten besetzt. Die einzelnen Programme werden durch programmspezifische „Programme Boards“ (strategische Entscheidungen) und „Programme Committees“ (operative Entscheidungen) beaufsichtigt. Die „OCCAR Executive Administration“ (OCCAR-EA) ist die ausführende Behörde, welche die Programme entsprechend der Entscheidungen der Aufsichtsorgane managt. Die OCCAR-EA wird vom OCCAR Direktor („Director“) geleitet und besteht aus dem Zentralbüro („Central Office“), das grundlegende und unterstützende Aufgaben wahrnimmt und den spezifischen Programmabteilungen („Programme Divisions“). Kleinere Projekte können auch vom Central Office geleitet werden („Programme Management Cells“).

## Beteiligte Staaten (Auftraggeber)

Mitgliedstaaten und Programmstaaten:
Mitgliedstaaten
Programmstaaten

### Mitgliedstaaten
- Belgien (2003)
- Frankreich (1996)
- Deutschland (1996)
- Italien (1996)
- Spanien (2005)
- Vereinigtes Königreich (1996)

### Programmstaaten
- Australien
- Finnland
- Litauen
- Luxemburg
- Niederlande
- Polen
- Schweden
- Türkei

### Partner Organisationen
- European Defence Agency (EDA)
- NATO Support and Procurement Agency (NSPA)

## Programme
Folgende Programme werden derzeit von der OCCAR gemanagt:
| Programm   | Zweck                                                                  | Teilnehmende Staaten                                                                    | Sitz der Programmabteilung | Derzeitiger Zeitrahmen in der OCCAR |
| ---------- | ---------------------------------------------------------------------- | --------------------------------------------------------------------------------------- | -------------------------- | ----------------------------------- |
| A400M      | Taktisches und strategisches Transportflugzeug                         | Belgien, Deutschland, Frankreich, Luxemburg, Spanien, Türkei, Vereinigtes Königreich    | Madrid, Sevilla            | seit 2003                           |
| BOXER      | Gepanzertes Mehrzweck-Radfahrzeug                                      | Deutschland, Litauen, Niederlande                                                       | Bonn                       | seit 2001                           |
| COBRA      | Artillerie-Ortungsradar                                                | Deutschland, Frankreich, Vereinigtes Königreich, Türkei                                 | Bonn                       | seit 2001                           |
| E-NACSOS   | Definition eines gemeinsamen Standards für die Seeraumüberwachung      | Belgien, Deutschland, Frankreich, Griechenland, Italien, Niederlande, Schweden, Spanien | Paris                      | seit 2024                           |
| ESSOR      | Sicherer, softwarekonfigurierbarer Militärfunk                         | Deutschland, Finnland, Frankreich, Italien, Polen, Spanien                              | Bonn                       | seit 2009                           |
| FREMM      | Fregatte                                                               | Frankreich, Italien                                                                     | Paris, Rom, La Spezia      | seit 2006                           |
| FSAF-PAAMS | Boden- bzw. seegestütztes Flugabwehrraketensystem                      | Frankreich, Italien, Vereinigtes Königreich                                             | Paris                      | seit 2001                           |
| HYDEF      | Schutz vor Hochgeschwindigkeitsbedrohungen aus der Luft                | Belgien, Deutschland, Norwegen, Polen, Spanien                                          | Madrid                     | seit 2023                           |
| HYDIS      | Schutz vor Hochgeschwindigkeitsbedrohungen aus der Luft                | Deutschland, Frankreich, Niederlande, Italien                                           | Paris                      | seit 2023                           |
| LSS        | Logistisches Unterstützungsschiff                                      | Italien, Frankreich                                                                     | Rom                        | seit 2015                           |
| LWT        | Leichter Torpedo                                                       | Australien, Deutschland, Frankreich, Italien                                            | Paris                      | seit 2023                           |
| MALE RPAS  | Drohne                                                                 | Deutschland, Frankreich, Italien, Spanien, Belgien (Observer)                           | München (Hallbergmoos)     | seit 2016                           |
| MMCM       | Seeminenabwehrsystem                                                   | Frankreich, Vereinigtes Königreich                                                      | Paris                      | seit 2015                           |
| MMPC       | Neue Korvettenklasse                                                   | Frankreich, Griechenland, Italien, Niederlande, Norwegen, Spanien                       | Paris                      | seit 2023                           |
| MMF        | Multinationale Flotte von Tank- und Transportflugzeugen                | NATO Support and Procurement Agency für die Niederlande und Luxemburg                   | Bonn                       | von 2014 bis 2023                   |
| MUSIS      | Gemeinsame Bodenelemente eines satellitengestützten Aufklärungssystems | Frankreich, Italien                                                                     | Bonn                       | seit 2011                           |
| NVC        | Nachtsichtbrillen                                                      | Belgien, Deutschland                                                                    | Bonn                       | seit 2019                           |
| PPA        | Mehrzweck-Patrouillenschiff                                            | Italien                                                                                 | La Spezia                  | seit 2015                           |
| Tiger      | Kampf- und Panzerabwehr-Hubschrauber                                   | Deutschland, Frankreich, Spanien                                                        | Bonn                       | seit 2001                           |
| MAST-F     | Luft-Boden-Lenkflugkörper                                              | Frankreich                                                                              | Paris                      | seit 2020                           |
| U212 NFS   | Uboot                                                                  | Italien                                                                                 | Rom, La Spezia             | seit 2021                           |